# Грб општине Аранђеловац
Грб Аранђеловца је званични симбол српске општине Аранђеловац.
Знамење је усвојено 2007. године. Оно прати стандарде нове српске хералдике, па тако постоје основни, средњи и велики грб, као и застава (хералдички стег). Аутор грба и заставе је Српско хералдичко друштво.

## Блазон грба
Штит расцепљен, десно на црвеном пољу златан крст с краја на крај између четири сребрна оцила бридовима окренута према стаблу крста, а лево на плавом пољу потпуна стојећа фигура Светог Арханђела Гаврила, природног инкарната, златног ореола, одевеног у зелену хаљину и огрнутог црвеним огртачем, све богато извезено златом, који у десној руци држи дугачку процветалу палицу, а у левој небески орб исписан Христовим монограмом.
Блазон средњег грба гласи: Основни грб крунисан златном бедемском круном са три видљива мерлона постављен је преко мотива орденског знака Карађорђеве звезде у одговарајућим металима и тинктурама, тако да у потпуности заклања централни медаљон са прстеном и надвишење орденског знака.
Блазон великог грба гласи: Основни грб крунисан златном бeдемском круном са три видљива мерлона. Чувари грба су: десно, стојећа природне фигура вожда Карађорђа у плавој и црвеној војводској одећи, десне руке ослоњене о силав,а леве на балчаку сабље о појасу и лево стојећа природна фигура књаза Милоша Обреновића у парадном црвеном кафтану и црним панталонама, који десном руком држи копље заставе, а левом руком придржава крзнени калпак са белом перјаницом. Између чувара и штита усправно су пободена дрвена златом окована копља са којим се у поље вију развијени и златним ресама оперважени стегови. Десно народна застава Србије, а лево заставa Аранђеловца. Постамент је природна представа брежуљкастог шумадијског пејзажа, са нижим масивом Букуље у првом, односно вишим масивом Венчаца у другом плану. Испод самог подножја штита виде се бели необрађени блокови венчачког мермера, а у дну постамента наизменично плави и сребрни таласи. Са доње стране постамента развијена је светлоплава трака преко чијег је центра сребрни штит у коме је златно лице риса.

## Историја грба
Аранђеловац не поседује историјски грб, али поседује грб скорије провенијенције који је оцењен као хералдички недостатан, иако ликовно допадљив. На позив Скупштине општине, Српско хералдичко друштво израдило је низ предлога, од којих је 6 доставило Стручној комисији коју је образовао председник Општине, на разматрање и анализу. Комисија је предлог који је оценила најбољим проследила у даљу процедуру.
До жеље за променом социјалистичког грба Аранђеловца дошло је због уверења да Аранђеловац, слично многим другим општинама у Србији треба да усвоји и баштини сопствена територијална и хералдичка знамења, ослоњена на добру праксу европске градске хералдике по којој се симбол одређене индивидуалности визуелно експлицира као трансвременско и надиделошко знамење или грб. У том смислу, предложено је да се постојеће нехералдичко социјалистичко графичко решење замени потпуним грбом заснованим на традиционалним хералдичким принципима и на квалитетном и трајном европском наслеђу у погледу садржаја, композиције и презентације, онако како је ту учињено и код читавог низа градова и општина у Србији после 1993. године (Београд, Ниш, Крагујевац, Топола, Велика Плана, Деспотовац, Шабац, Ужице, Бор, Лесковац, Свилајнац, Горњи Милановац, Јагодина и многе друге општине).